# Copa Titano 2017-18
La Copa Titano 2017-18 fue la edición número 58 de la Copa Titano. La temporada comenzó el 26 de septiembre de 2017 y terminó el 25 de abril de 2018. La Fiorita conquistó su 5º título tras ganar en la final al Tre Penne por el marcador de 3-2.

## Formato
Los quince equipos participantes fueron divididos primeramente en cuatro grupos, tres estaban integrados por 4 equipos y uno por tres. Los grupos compuestos por cuatro equipos jugarán dos veces bajo sistema de todos contra todos, mientras que en el compuesto por tres lo harán tres veces; totalizando 6 partidos cada uno. Al término de los seis partidos los dos primeros de cada grupo se clasificarán a los cuartos de final. Desde los cuartos de final en adelante se jugará por eliminación directa.
El campeón del torneo se clasificará para la Liga Europa de la UEFA 2018-19.

## Equipos participantes
| Fase de grupos | Fase de grupos | Fase de grupos | Fase de grupos |
| -------------- | -------------- | -------------- | -------------- |
| Folgore        | La Fiorita     | Virtus         | Tre Penne      |
| Juvenes/Dogana | Domagnano      | Faetano        | Cosmos         |
| San Giovanni   | Tre Fiori      | Libertas       | Pennarossa     |
| Murata         | Cailungo       | Fiorentino     |                |

## Fase de grupos

### Grupo A
| Pos. | Equipo         | PJ | PG | PE | PP | GF | GC | DG  | Pts. | Clasificado a |
| ---- | -------------- | -- | -- | -- | -- | -- | -- | --- | ---- | ------------- |
| 1    | Folgore        | 6  | 4  | 2  | 0  | 14 | 3  | +11 | 14   | Fase final    |
| 2    | Juvenes/Dogana | 6  | 3  | 3  | 0  | 11 | 5  | +6  | 12   | Fase final    |
| 3    | Murata         | 6  | 1  | 1  | 4  | 6  | 15 | -9  | 4    |               |
| 4    | San Giovanni   | 6  | 0  | 2  | 4  | 4  | 12 | −8  | 2    |               |

### Grupo B
| Pos. | Equipo     | PJ | PG | PE | PP | GF | GC | DG  | Pts. | Clasificado a |
| ---- | ---------- | -- | -- | -- | -- | -- | -- | --- | ---- | ------------- |
| 1    | La Fiorita | 6  | 5  | 0  | 1  | 14 | 4  | +10 | 15   | Fase final    |
| 2    | Domagnano  | 6  | 4  | 1  | 1  | 13 | 5  | +8  | 13   | Fase final    |
| 3    | Tre Fiori  | 6  | 2  | 1  | 3  | 6  | 5  | +1  | 7    |               |
| 4    | Cailungo   | 6  | 0  | 0  | 6  | 1  | 20 | -19 | 0    |               |

### Grupo C
| Pos. | Equipo     | PJ | PG | PE | PP | GF | GC | DG | Pts. | Clasificado a |
| ---- | ---------- | -- | -- | -- | -- | -- | -- | -- | ---- | ------------- |
| 1    | Virtus     | 6  | 5  | 0  | 1  | 12 | 6  | +6 | 15   | Fase final    |
| 2    | Faetano    | 6  | 3  | 1  | 2  | 9  | 7  | +2 | 10   | Fase final    |
| 3    | Libertas   | 6  | 3  | 0  | 3  | 6  | 7  | −1 | 9    |               |
| 4    | Fiorentino | 6  | 0  | 1  | 5  | 4  | 11 | −7 | 1    |               |

### Grupo D
| Pos. | Equipo     | PJ | PG | PE | PP | GF | GC | DG  | Pts. | Clasificado a |
| ---- | ---------- | -- | -- | -- | -- | -- | -- | --- | ---- | ------------- |
| 1    | Tre Penne  | 6  | 5  | 0  | 1  | 20 | 8  | +12 | 15   | Fase final    |
| 2    | Cosmos     | 6  | 2  | 1  | 3  | 11 | 13 | -2  | 7    | Fase final    |
| 3    | Pennarossa | 6  | 1  | 1  | 4  | 6  | 16 | −10 | 4    |               |

## Fase final

### Cuartos de final
| Local          | Resultado   | Visitante | Fecha       | Estadio                      |
| -------------- | ----------- | --------- | ----------- | ---------------------------- |
| La Fiorita     | (pró.) 5 -1 | Faetano   | 17 de abril | Campo di Montegiardino       |
| Juvenes/Dogana | (pró.) 4 -2 | Virtus    | 17 de abril | Campo Sportivo de Fiorentino |
| Folgore        | 1 - 0       | Cosmos    | 18 de abril | Stadio Fonte dell'Ovo        |
| Domagnano      | 1 - 4       | Tre Penne | 18 de abril | Campo Sportivo de Fiorentino |

### Semifinales
| Local      | Resultado | Visitante      | Fecha       | Estadio                      |
| ---------- | --------- | -------------- | ----------- | ---------------------------- |
| La Fiorita | 2-0       | Juvenes/Dogana | 21 de abril | Campo Sportivo de Fiorentino |
| Folgore    | 0-1       | Tre Penne      | 21 de abril | Stadio di Domagnano          |

### Final
| Local      | Resultado  | Visitante | Fecha       | Estadio                       |
| ---------- | ---------- | --------- | ----------- | ----------------------------- |
| La Fiorita | (pró.) 3-2 | Tre Penne | 25 de abril | Stadio Olimpico di Serravalle |

| La Fiorita Campeón 5º título |

## Goleadores
Actualizado al final de la competición el 25 de abril de 2018.
| Pos. | Jugador            | Equipo     | Goles |
| ---- | ------------------ | ---------- | ----- |
| 1    | Riccardo Paganelli | Tre Penne  | 8     |
|      | Nicolo Angelini    | Domagnano  | 8     |
| 3    | Lago Ramiro        | Folgore    | 7     |
| 4    | Alessandro Guidi   | La Fiorita | 5     |
|      | Nicola Gai         | Tre Penne  | 5     |
|      | Enea Jaupi         | Domagnano  | 5     |